# ویلیام کاوهیگ
ویلیام کاوهیگ (انگلیسی: William Cowhig; ۵ آوریل ۱۸۸۷ – ۱۶ اوت ۱۹۶۴) ژیمناست هنری اهل بریتانیا بود.